# Shelby, Iowa
Shelby är en ort i Pottawattamie County, och Shelby County, i Iowa. Vid 2020 års folkräkning hade Shelby 727 invånare.